# 达尔文陨击坑
达尔文陨击坑(Darwin)是火星诺亚高地阿耳古瑞平原东南部的一座撞击坑，中心坐标位于南纬57度、东经19度处，直径176公里，其名称取自英国著名生物学家、地质家查尔斯·达尔文（1809年-1882年）及其次子天文学家暨数学家乔治·达尔文（1845年-1912年），1973年，被国际天文联合会批准接受。
达尔文陨击坑的东北分布有格林陨击坑和罗登伯里陨击坑，西北坐落了更大的伽勒陨击坑，而它的西南则坐落了略小的马拉尔迪陨击坑。

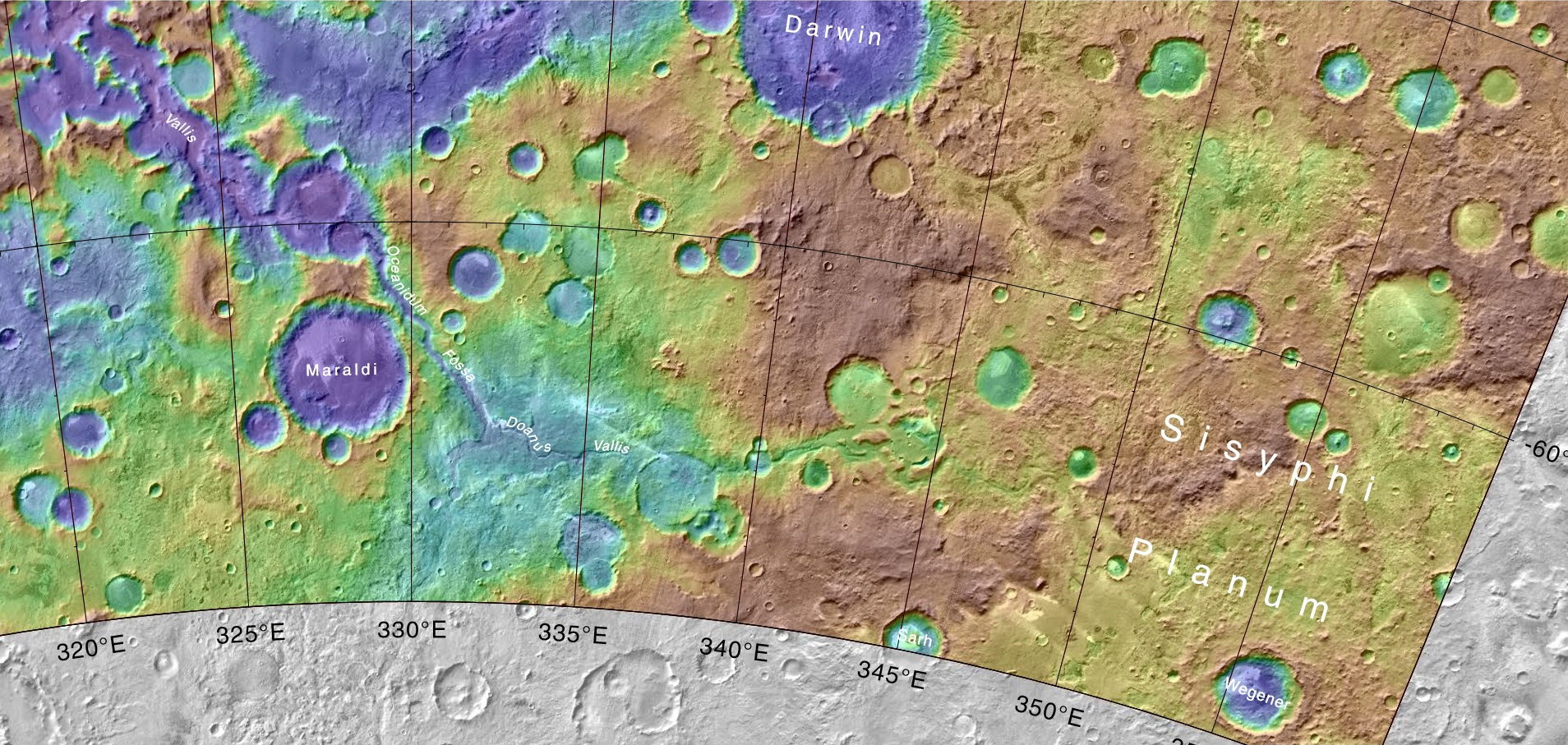
显示达尔文陨击坑和附近其他特征位置的地形图。

## 另请查看
- 火星撞击坑